# Slow Rollers
Slow Rollers je kompilacijski album The Rolling Stonesa iz 1981. godine. Na njemu se nalaze neke od najboljih balada grupe s početka njihove karijere, a kao rariret tu je i talijanska verzija pjesme "As Tears Go By" - "Con le Mie Lacrime Cosi"

## Popis pjesama
1. "You Can't Always Get What You Want"
2. "Take It or Leave It"
3. "You Better Move On"
4. "Time Is on My Side"
5. "Pain in My Heart"
6. "Dear Doctor"
7. "Con le Mie Lacrime Cosi"
8. "Ruby Tuesday"
9. "Play With Fire"
10. "Lady Jane"
11. "Sittin' on the Fence"
12. "Back Street Girl"
13. "Under the Boardwalk"
14. "Heart of Stone"